# Tetrastichus pupivorus
Tetrastichus pupivorus är en stekelart som beskrevs av Jean Risbec 1952. Tetrastichus pupivorus ingår i släktet Tetrastichus och familjen finglanssteklar.
Artens utbredningsområde är Madagaskar. Inga underarter finns listade i Catalogue of Life.